# 貓鬼
貓鬼，是蠱毒法中的一种，能操作猫的鬼魂来咒杀其他人，好达到包括夺他人财产的目的。曾盛行於隋朝，其仪式为，将一只猫绞死,然后设置祭坛供奉食物祭祀七七四十九日，然后就可以操作猫的亡灵。虽然养猫鬼需要每隔12天在地支属子（鼠）那日祭祀。每当猫鬼杀一个人，那个被杀的人财产就会运到饲主手上。亦稱貓蠱。

## 《隋書》
獨孤皇后異母弟独孤陀家中丫頭徐阿尼曾用其法。。

## 《南皋筆記》
在清代作家楊鳳輝的《南皋筆記》「蠱毒記」裡，記載有咒術師遇到貓鬼，然後制服貓鬼並將其關在甕中，並且拿熱水燙死貓鬼同時，蠱加的太太也被燙死。

## 其他记载
《朝野佥载》：|  | 隋大业之季，猫鬼事起，家养老猫，为厌魅，颇有神灵。递相诬告，郡邑中被诛者数千余家。 |
《本草纲目》：|  | 猫鬼野道病，歌哭不自由腊月死猫头烧灰，水服一钱匕，日二。 |
《太平广记》：|  | 隋大业之际，猫鬼事起，家养老猫为厌魅，颇有神灵，递相诬告，京都及郡县被诛戮者，数千余家。蜀王秀皆坐之，隋室既亡，其事亦寝。 |